# Wąskie
Wąskie, Dziadowe Kąty – potok, prawy dopływ Czarnej Krośnicy. Ma długość 5,52 km i powierzchnię zlewni 3,06 km².
Źródło potoku o wydajności 100 l/godz. znajduje się na wysokości 968 m na południowych stokach Średniego Gronia (wschodniego wierzchołka Lubania w Gorcach). Ma kilka niewielkich dopływów wypływających ze źródeł. Jedno z tych źródeł, wypływające na wysokości 863,5 m, ma wydajność również 100 l/godz. Potok spływa w kierunku południowym, następnie południowo-wschodnim i na wysokości około 470 m uchodzi do Czarnej Krośnicy.
Cała zlewnia potoku Wąskie znajduje się w porośniętych lasem stokach Lubania w obrębie miejscowości Grywałd w województwie małopolskim, w powiecie nowotarskim, w gminie Krościenko nad Dunajcem.